# Bolomys amoenus
Bolomys amoenus är en däggdjursart som först beskrevs av Thomas 1900.  Bolomys amoenus ingår i släktet Bolomys och familjen hamsterartade gnagare. Inga underarter finns listade.
Denna gnagare förekommer i västra Sydamerika från södra Peru över centrala Bolivia till Argentinas norra spets. Arten vistas i Anderna vanligen mellan 3200 och 4300 meter över havet. Habitatet utgörs av gräsmarker och mindre trädansamlingar. Bolomys amoenus uppsöker även jordbruksmark.